# 41

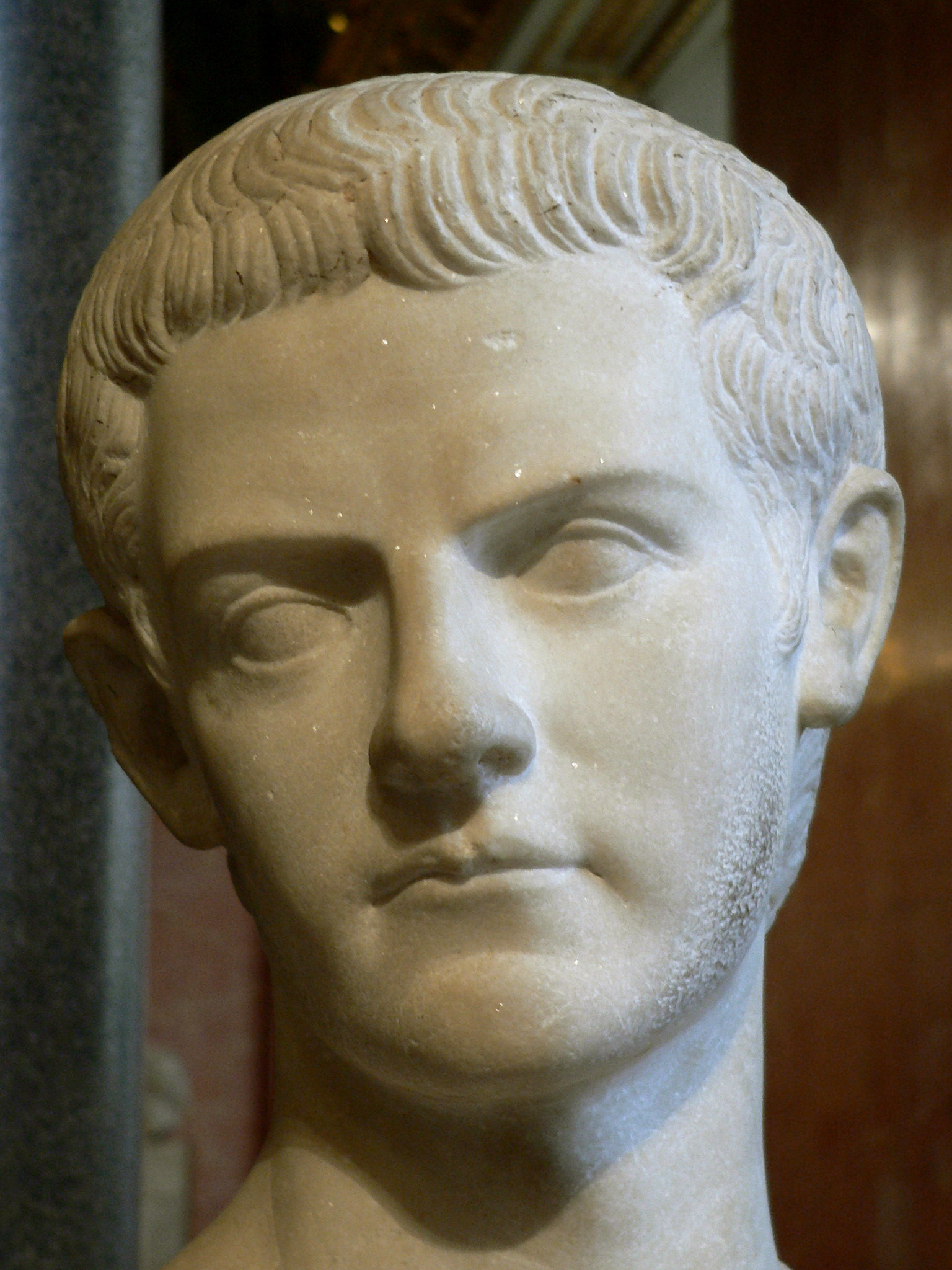
Buste van keizer Caligula (Louvre, Ma 1234)

Het jaar 41 is het 41e jaar in de 1e eeuw volgens de christelijke jaartelling.

## Gebeurtenissen

### Romeinse Rijk
- 24 januari - Na een 4-jarig schrikbewind wordt keizer Caligula in het paleis, door de pretoriaanse garde onder bevel van Cassius Chaerea met 30 zwaard- en dolksteken vermoord.
- De 50-jarige Claudius Caesar Augustus Germanicus (r. 41-54), een oom van Caligula, wordt door de Senaat uitgeroepen tot keizer van het Romeinse Keizerrijk.
- Claudius houdt zich bezig met de binnen- en buitenlandse politiek. Hij laat de havenstad Ostia uitbreiden en bouwt pakhuizen voor de aanvoer van graan.
- Lucius Annaeus Seneca wordt beschuldigd van overspel en door Claudius verbannen (41-48) naar Corsica.

### Nederlanden
- Romeinen stichten Castellum Laurium (huidige Woerden). Het houten legerkamp herbergt auxilia (cohort van 500 man) en vormt een handelsnederzetting aan de noordelijke Rijngrens (limes).
- Romeinse verdediging aan de Beneden-Rijn versterkt bij Utrecht en De Meern.
- Romeins legioen Legio X Gemina gelegerd bij Noviomagus (Nijmegen).

### Palestina
- Judea wordt toegevoegd aan het koninkrijk van Herodes Agrippa I. In Jeruzalem wordt de keizercultus van Caligula in de Joodse Tempel afgedwongen.
- In Galilea wordt het Edict van Caesar (de Nazareth-inscriptie) uitgevaardigd. Het edict stelt zware straffen op het schenden van graven.

### Afrika
- Gaius Suetonius Paulinus leidt een expeditie in Afrika, waarbij voor het eerst de Atlas wordt overgetrokken.

## Geboren
- Tiberius Claudius Caesar Britannicus, zoon van Claudius (overleden 55)

## Overleden
- 24 januari - Gaius Caesar Augustus Germanicus (Caligula), keizer van het Romeinse Keizerrijk
- Milonia Caesonia (35), keizerin en echtgenote van Caligula